# Napoleon Caesar
Caesar Napoleon Caesar (tidigare Pettersson), född 30 mars 1859 i Borås, död 6 september 1931 på Herrhagen i Karlstad, var en svensk konstnär, lärare och heraldiker.
Han gifte sig 1907 med den då 17 år gamla Gerda Kristina Spångberg.
Han anställdes som huvudlärare vid Karlstads Tekniska afton- och söndagsskola 1879. Han hade stor fallenhet för heraldik och vid sidan av lärarjobbet komponerade han nya heraldiska vapen och färdigställde flera familjesköldar åt Karlstads borgare.
Som konstnär utförde han personporträtt och andra beställningsuppdrag samt gav teckningslektioner. En av hans elever var Olof Nordqvist. 
Han var en flitig gäst på Karlstads caféer runt sekelskiftet och umgicks med Gustaf Fröding. Denna vänskap beskrivs i Ove Mobergs skrift Gustaf Fröding och Karlstad.